# Operação Lüttich
A Operação Lüttich foi um contra-ataque alemão contra as forças aliadas, na região de Avranches, durante a libertação da França, na Segunda Guerra Mundial. O objetivo não alcançado do plano era tomar Avranches e cortar a ligaçao do 3º Exército de Patton com as principais linhas de suprimento. Ao fim dos combates, os alemães se retiraram da cidade de Mortain para evitar o cerco completo de suas forças na região. A essa altura, a Alemanha não tinha mais suprimentos nem tropas para impedir o avanço aliado. Lüttich é a designação alemã para a cidade belga de Liège.

## Antecedentes
Ainda na atmosfera do Dia D, tropas aliadas se digladiavam contra as alemãs para estabalecerem, definitivamente, posições suficientemente sólidas na França. Os comandantes aliados acreditavam que qualquer deslize ou desperdício de oportunidades poderia pôr em risco toda a operação que se iniciara em 6 de Junho. Seguindo essa lógica, os Aliados se depararam, em meados de julho, com o flaco oeste alemão muito fragilizado. Essa área estendia-se de Carentan até Saint-Lô e foi palco da Operação Cobra, realizada em 25 de julho. Essa operação foi precedida de forte bombardeio aéreo, o que debilitou mais ainda as fracas defesas alemãs na área. Em 30 de julho, Avranches foi ocupada por tropas do 3º Exército de Patton.

## Precedentes
O contra-ataque alemão ocorreu 7 de agosto de 1944. Cento e noventa tanques do 67º Corpo Panzer, composto pelas 2º e 116º Divisões Panzer e da 1º e 2º Divisões Panzer-SS tomam parte na Operação Lüttich.
Sob o comando de von Kluge, o objetivo básico da operação era a tomada de Avranches, passando por Mortain. Dessa maneira, Patton ficaria isolado do restante das tropas aliadas. Dias antes de se iniciar a Operação, Hitler contatou Von Kluge e reforçou suas unidades com 60 Phanters e 80 Panzers IV, para realizar um contra-ataque muito maior. O 67º Corpo Panzer passaria ao controle do General Eberbach e teria como objetivos, após a tomada de Avranches, a limpeza total da Normandia. Era um plano extremamente arriscado para ser realizado em poucos dias, visto que a situação na região de Mortain era perigosa para os alemães. Como os reforços levariam preciosos dias para alcançarem seus destinos, Kluge convenceu Hitler a abortar o grandioso plano para que a Operação Lüttich iniciasse imediatamente.
O comando aliado ainda não tinha completa ciência do ataque alemão e mesmo nos momentos iniciais achou que se tratava de um avanço local. De qualquer forma, assim que perceberam o risco, reagiram rapidamente, neutralizando as forças alemãs, tornando a operação ineficaz. Muitos atribuem essa reação ao Ultra, unidade britânica de decodificação, que decifrava as mensagens encriptadas dos alemães. A organização das Operações alemãs era feita através de telefonemas, telegramas ou mensagens particulares entregues pessoalmente. As ordens dadas por rádio - capazes de serem descobertas - ocorriam quando os comandantes davam a ordem de ataque para as unidades. O Ultra captou mensagens referentes ao ataque no fim do dia 6. Essas mensagens foram decodificadas e chegaram à frente de batalha somente na manhã do dia 7, horas depois de o ataque alemão ter se iniciado. Dessa maneira, o Ultra não conseguiu alertar a tempo todas as unidades da linha de frente. No entanto, o General Bradley suspeitava de algum ataque devido às informações retiradas de informes de campo. Unidades de infantaria passaram a tomar as posições em torno de Mortain, o que significava um possível ataque. Dessa maneira, companhias equipadas de armas antitanque foram despachadas para Mortain a fim de reforçar as defesas da cidade.

## Combates

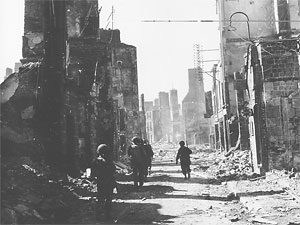
Forças americanas em Mortain, agosto de 1944.

Os combates da Operação Lüttich ocorreram durante quatro dias, nas localidades de Mortain, Romagny (a SO), Barenton (a SE) e Bion (a SSE). O grande foco de resistência e o fato mais marcante dessa batalha foi a defesa tenaz da colina 314, localizada a leste de Mortain. Essa colina em nenhum momento foi tomada pelos alemães. A partir dessa posição, apenas um batalhão e uma companhia antitanque, somados aos remanescentes de outras unidades, foram capazes de segurar 3 divisões Panzer e mais de 5 batalhões de infantaria, totalizando algo em torno de 100 tanques e 1200 soldados.
As primeiras movimentações do ataque começaram a ocorrer às 22h do dia 6 de agosto, quando a 2º Divisão Panzer SS "Das Reich" começou a tomar posição nas estradas em volta de Mortain. Horas preciosas foram perdidas devido às más condições das estradas adjacentes, a maior parte delas incapazes de aguentar os pesados PzKpw IV e PzKpw V Panther. O ataque inicial seria feito pelo 3º Regimento Panzer Granadier "Der Führer", mas teve que aguardar à beira da estrada a passagem dos tanques Panther, que tinham prioridade no percurso.
As hostilidades começaram às 5h do dia 7, quando as unidades do primeiro batalhão do regimento Der Führer partiram para o ataque. De início as tropas alemãs sofreram pesadas perdas, pois os atrasos causados pelos engarrafamentos tiraram todo o elemento surpresa da operação. A cidade foi tomada às 10h e os batalhões aliados remanescentes buscaram abrigo na colina 314. De lá, os americanos tinham uma vista perfeita sobre toda a área de combate. Um grupo de combate formado pelos elementos da 17º Divisão SS Panzer Granadier tentou tomar a colina, mas não obteve sucesso. A colina foi atacada várias outras vezes durante os combates, mas resistiu a todos as tentativas. Enquanto isso, após a tomada de Mortain, Unidades do regimento Der Führer avançaram contra Romagny e tomaram a cidade às 13h.

## A Reação
Ainda absorvendo os choques do ataque alemão, os aliados lançaram uma série de contra-ataques, usando recursos e tropas imediatamente disponíveis. Às 15h, os americanos atacaram Romagny com artilharia e ataque de caças-bombardeiros Typhoon, sem obter muito sucesso devido à forte neblina. Em 9 de agosto, os americanos tentaram novo ataque com tanques M4 Shermans, mas foram repelidos com pesadas baixas. No mesmo dia, outro ataque foi realizado contra Bion e Barenton, sem sucesso. No dia seguinte, tropas americanas tentaram retomar a cidade, mas foram rechaçadas de suas posições. Diversos contra-ataques foram desfechados contra posições alemãs recém-tomadas, mas nenhum conseguiu romper as linhas alemãs. Apesar de as posições alemãs estarem consolidadas, os alemães estavam na defensiva e longe do seu objetivo principal, Avranches, a 32 km de Mortain.

## Resultado
No dia 11, os alemães se retiraram da cidade de Mortain. As baixas foram altíssimas, girando em torno de 150 tanques e mais de 2000 homens. Várias peças de artilharia e veículos foram destruídos e os escassos suprimentos foram desperdiçados. O desfecho da Operação e os acontecimentos posteriores a ela foram desastrosos para os alemães. Além de não terem alcançado seus objetivos, as unidades alemãs ficaram expostas a um cerco, que começou a ocorrer já no dia 7, com a Operação Totalize. Essa operação iria resultar no cerco de Falaise (ou cerco de Chambois). Com a Operação Lüttich, Hitler havia tentado sua última jogada para impedir a avalanche aliada na Europa. E perdeu estrondosamente.